# Apistosia
Apistosia is een geslacht van vlinders van de familie spinneruilen (Erebidae), uit de onderfamilie Arctiinae.

## Soorten
- A. chionora Meyrick, 1886
- A. humeralis Grote, 1867
- A. judas Hübner, 1827
- A. phaeoleuca Dognin, 1899
- A. pogonoprocta Dognin, 1899
- A. subnigra Leech, 1899